# مدگار اورز
مدگار اورز (انگلیسی: Medgar Evers; ۲ ژوئیهٔ ۱۹۲۵ – ۱۲ ژوئن ۱۹۶۳) نظامی اهل ایالات متحده آمریکا و از فعالان جنبش حقوق مدنی سیاه‌پوستان آمریکا (۶۸–۱۹۵۵) بود. او دبیر انجمن ملی پیشرفت رنگین‌پوستان (NAACP) در میسیسیپی بود. مدگار کهنه‌سرباز جنگ جهانی دوم بود و دوران جنگ در نیروی زمینی ایالات متحده آمریکا خدمت کرد. مدگار برای لغو جدایی نژادی در دانشگاه میسیسیپی مبارزه می‌کرد. از دیگر فعالیت‌های او تلاش برای پایان دادن به تفکیک نژادی در برخورداری از امکانات همگانی و مبارزه برای گسترش فرصت‌ها برای سیاهپوستان آمریکایی از جمله حق رای بود.
اورز که از کالج فارغ‌التحصیل شده بود، در دهه پنجاه تبدیل به فعال جنبش حقوق مدنی سیاه‌پوستان آمریکا (۶۸–۱۹۵۵)  شد. در ۱۹۵۴، دیوان عالی ایالات متحده آمریکا در پرونده براون در برابر هیئت آموزش حکم داد که جداسازی نژادی در مدارس دولتی مغایر قانون اساسی آمریکاست. پس از صدور این حکم، اورز نیز تصمیم گرفت دانشگاه دولتی میسیسیپی را که از حمایت‌های ایالتی نیز برخوردار بود به چالش بکشد و به همین منظور در رشته حقوق این دانشگاه ثبت نام کرد. او همچنین برای احقاق حق رأی سیاه‌پوستان، دسترسی آزاد به امکانات همگانی، برابری در فرصت‌های اقتصادی و … فعالیت می‌کرد. او در سال ۱۹۶۳ برنده نشان اسپینگارن شد.
در سال ۱۹۶۳، مدگار اورز به دست یکی از اعضای شورای شهروندان سفیدپوست در جکسون، می‌سی‌سی‌پی، به نام بایرون د لا بکویت، به قتل رسید. این گروه در سال ۱۹۵۴ برای مقابله با حرکت‌های مدنی علیه جداسازی نژادی تشکیل شد. اورز که نظامی سابق بود، با تشریفات کامل نظامی در آرامستان ملی آرلینگتون به خاک سپرده شد. قتل او و دادگاه‌های پس از آن منجر به اعتراضات مدنی شد. در دو دادگاه ابتدایی در دهه ۱۹۶۰، هیئت منصفه تماماً سفیدپوست به نتیجه قطعی نرسید و حکم به محکومیت بکویت نداد. در سال ۱۹۹۴، بر اساس مدرکی تازه، دادگاه ایالتی دیگری برای بکویت برگزار شد و این بار او را به قتل اورز محکوم کرد. زندگی اورز و حوادثی که برای او رخ داد الهام‌بخش آثار هنری فراوانی از جمله موسیقی و فیلم بوده است.